# Truckee
Truckee (ang. Truckee River) – rzeka w północnej Kalifornii i północnej Nevadzie (USA) o długości 225 km (140 mil). Swój bieg rozpoczyna w górach Sierra Nevada, a kończy w jeziorze Pyramid (Great Basin).
Jej zasoby są ważnym źródłem nawadniania w dolinach wzdłuż jej biegu. W okolicach jeziora Tahoe jej wody są czyste i przejrzyste, ale w dalszym biegu w okolicach Reno stają się bardziej muliste.

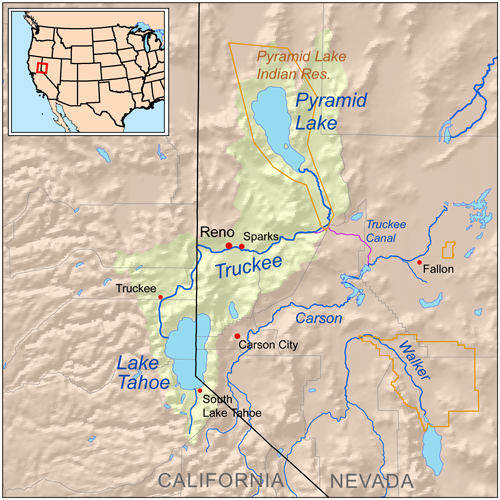
Mapa dorzecza Truckee